# 中国囲棋会
中国囲棋会（ちゅうごくいきかい）は、台湾の囲碁棋士の組織。1952年に中国囲棋社（中國圍棋社）として設立され、1953年に現名称。名人戦などの各種棋戦を主催し、1979年から職業棋士（プロ棋士）制度を開始した。
当初は応昌期の支援で活動していたが、応昌期囲棋教育基金会は90年代からは活動の中心を中国大陸（中華人民共和国）に移す。2000年からは台湾棋院と併存している。

## 歴史
- 1952年、中国囲棋社設立。会長に周至柔将軍、副会長に陳雪屏と林伯寿、事務局長に応昌期が就任。同年、呉清源を台湾に招き、大国手の称号を授与。
- 1953年、中国囲棋会に改組し、副会長に程天放、束雲章が就任、副事務局長に袁惕素就任。
- 1972年、周会長が応事務局長解任。
- 1975年名人戦開始、1979年棋王戦開始、1981年国手戦開始。
- 1977年、応昌期創案の囲碁ルール（計点制ルール）を採用。
- 1978年、職業棋士準備委員会を発足、1979年に「職業棋士実施方法」を制定し、周咸亨、陳永安、陳秋龍の三名を職業棋士として認定。続いて蔡登閣、陳国興、陳憲輝、曹澤霖、陳士を栄誉職業棋士に認定。陳長清も職業棋士に認定。
- 1982年に棋士の品位制（九品が初段、一品が九段に相当）を開始し、以下を認定。品段対抗戦開始。
  - 六品 : 陳長清
  - 七品 : 周咸亨、陳永安
  - 八品 : 陳秋龍、曹沢霖、陳士
  - 九品 : 曽啓徳、陳国興
- 1993年永大杯戦、1994年中環杯囲棋オープン戦開始。
- 1994年、14歳の周俊勲を飛付八品として認定、95年には名人位を獲得、97年には名人・国手・永大杯・中環杯の4冠を達成。
- 1998年、周俊勲が初の一品となる。
- 2008年、台湾棋院の棋士制度改訂のために退院した棋士が、中国囲棋会入りする。同年、十段戦開始。

## 昇進制度
1982年の品位認定以降、日本棋院の大手合制度を参考にした品位昇降戦を開始。他のプロ棋士制度の段位制は昇段だけで降段が無いのに対し、降品があるのが特徴。
- 同品差の勝ちは8点、一品差6点、二品差4点、三品差2点とする。
- 1年間の勝率75%以上、または2年間で70%以上で昇品。
- 1年間の勝率20%以下、または2年間で25%以下で降品。